# Patria Polonorum
Patria Polonorum – polska organizacja zajmująca się ochroną dziedzictwa kulturowego i przyrodniczego Polski, należąca do międzynarodowej federacji stowarzyszeń ds. ochrony kulturalnego i naturalnego dziedzictwa Europy Europa Nostra.

## Misja
Misją Patria Polonorum jest ochrona środowiska kulturalnego i naturalnego, społeczna kontrola poziomu planowania przestrzennego miast i wsi z uwzględnieniem zespołów zabytkowych oraz walka z zanieczyszczeniem środowiska.

## Struktura
Stowarzyszenie zostało założone z inicjatywy prof. Zygmunta Świechowskiego w 1988, członkami założycielami stowarzyszenia „Patria Polonorum” były m.in. Towarzystwo Miłośników Historii i Zabytków Krakowa, Towarzystwo Opieki nad Zabytkami, Fundacja Kultury Polskiej, Kaliskie Towarzystwo Przyjaciół Nauk.
W 1991 została przyjęta do organizacji europejskiej „Europa Nostra”, a prezes organizacji prof. Zygmunt Świechowski został przyjęty do Rady Naczelnej „Europa Nostra”. Od 2008 prezesem stowarzyszenia jest dr hab. Małgorzata Omilanowska.